# Liste der Baudenkmale in Osnabrück (Straßen L–Z)
In der Liste der Baudenkmale in Osnabrück (Straßen L–Z) sind alle Baudenkmale in den Straßen L–Z der niedersächsischen Gemeinde Osnabrück aufgelistet. Die Baudenkmale in den Straßen A–K sind in der Liste der Baudenkmale in Osnabrück (Straßen A–K) erfasst. Die Außenbereiche sind in einer eigenen Liste der Baudenkmale in Osnabrück (Außenbereiche) erfasst. Die Quelle der Baudenkmale ist der Denkmalatlas Niedersachsen. Der Stand der Liste ist der 15. September 2022.

## Allgemein
In den Spalten befinden sich folgende Informationen:
- Lage: die Adresse des Baudenkmales und die geographischen Koordinaten. Kartenansicht, um Koordinaten zu setzen. In der Kartenansicht sind Baudenkmale ohne Koordinaten mit einem roten Marker dargestellt und können in der Karte gesetzt werden. Baudenkmale ohne Bild sind mit einem blauen Marker gekennzeichnet, Baudenkmale mit Bild mit einem grünen Marker.
- Bezeichnung: Bezeichnung des Baudenkmales
- Beschreibung: die Beschreibung des Baudenkmales. Unter § 3 Abs. 2 NDSchG werden Einzeldenkmale und unter § 3 Abs. 3 NDSchG Gruppen baulicher Anlagen und deren Bestandteile ausgewiesen.
- ID: die Objekt-ID des Baudenkmales
- Bild: ein Bild des Baudenkmales, ggf. zusätzlich mit einem Link zu weiteren Fotos des Baudenkmals im Medienarchiv Wikimedia Commons. Wenn man auf das Kamerasymbol klickt, können Fotos zu Baudenkmalen aus dieser Liste hochgeladen werden:

## L
| Lage                                           | Bezeichnung                            | Beschreibung | ID       | Bild |
| ---------------------------------------------- | -------------------------------------- | ------------ | -------- | ---- |
| Lohstraße 29 52° 16′ 47″ N, 8° 2′ 33″ O        | Wohn-/ Wirtschaftsgebäude              |              | 43807842 | BW   |
| Lohstraße 30 52° 16′ 47″ N, 8° 2′ 34″ O        | Wohnhaus                               |              | 43807864 | BW   |
| Lortzingstraße 1 52° 16′ 36″ N, 8° 2′ 36″ O    | Wohn-/ Geschäftshaus                   |              | 43811358 | BW   |
| Lotter Straße 1 52° 16′ 33″ N, 8° 2′ 18″ O     | Heger Torhaus/Akzisehaus               |              | 43807885 |      |
| Lotter Straße 1 52° 16′ 33″ N, 8° 2′ 17″ O     | Einfriedung                            |              | 44128605 |      |
| Lotter Straße 6 - 8 52° 16′ 31″ N, 8° 2′ 14″ O | Ernst-Moritz-Arndt-Gymnasium           |              | 43790358 |      |
| Lotter Straße 9 52° 16′ 30″ N, 8° 2′ 10″ O     | Wohnhaus                               |              | 43814594 |      |
| Lotter Straße 9a 52° 16′ 30″ N, 8° 2′ 10″ O    | Wohnhaus                               |              | 43814618 |      |
| Lotter Straße 16 52° 16′ 29″ N, 8° 2′ 4″ O     | Wohnhaus                               |              | 43807931 |      |
| Lotter Straße 49 52° 16′ 28″ N, 8° 1′ 36″ O    | Heger Laischaft (Grenzstein)           |              | 43807951 |      |
| Lotter Straße 91 52° 16′ 29″ N, 8° 1′ 35″ O    | Wohnhaus                               |              | 43807974 |      |
| Lotter Straße 107 52° 16′ 29″ N, 8° 1′ 50″ O   | Wohnhaus                               |              | 43800459 |      |
| Lotter Straße 108 52° 16′ 29″ N, 8° 1′ 51″ O   | Wohnhaus                               |              | 43800481 |      |
| Lotter Straße 110 52° 16′ 29″ N, 8° 1′ 52″ O   | Wohnhaus                               |              | 43800506 |      |
| Lürmannstraße 7a 52° 16′ 39″ N, 8° 2′ 12″ O    | Städtisches Krankenhaus (Trafostation) |              | 43794343 | BW   |
| Lürmannstraße 28 52° 16′ 45″ N, 8° 2′ 7″ O     | Villa                                  |              | 43807994 | BW   |
| Lürmannstraße 28 52° 16′ 44″ N, 8° 2′ 8″ O     | Einfriedung                            |              | 44127169 | BW   |
| Lürmannstraße 33 52° 16′ 46″ N, 8° 2′ 9″ O     | Haus Oldermann                         |              | 43808016 |      |

## M
| Lage                                              | Bezeichnung                         | Beschreibung | ID       | Bild           |
| ------------------------------------------------- | ----------------------------------- | --- | -------- | -------------- |
| Marienstraße 2 52° 16′ 36″ N, 8° 2′ 27″ O         | Wohnhaus                            | Im Kern Reste des zum Wohnhaus Heger Straße 15 gehörigen Steinwerkes aus dem 15./16. Jahrhundert. | 43800579 |                |
| Marienstraße 3 52° 16′ 36″ N, 8° 2′ 25″ O         | Steinwerk                           | Im Kern aus dem 13. Jahrhundert. Ursprünglich zum Wohnhaus Hegerstraße 12 gehöriges Steinwerk. | 43800603 |                |
| Marienstraße 4 52° 16′ 35″ N, 8° 2′ 23″ O         | Wohnhaus                            | | 43800629 | BW             |
| Marienstraße 5 52° 16′ 35″ N, 8° 2′ 22″ O         | Zu den 3 Kronen (Museum)            | | 43800651 | Weitere Bilder |
| Marienstraße 6 52° 16′ 35″ N, 8° 2′ 22″ O         | Museum                              | | 43800677 | BW             |
| Marienstraße 7 52° 16′ 35″ N, 8° 2′ 23″ O         | Wohnhaus                            | | 43800700 | BW             |
| Marienstraße 8 52° 16′ 35″ N, 8° 2′ 23″ O         | Wohnhaus                            | | 43800723 | BW             |
| Marienstraße 9 52° 16′ 35″ N, 8° 2′ 23″ O         | Wohnhaus                            | | 43800746 | BW             |
| Marienstraße 10 52° 16′ 35″ N, 8° 2′ 24″ O        | Wohnhaus                            | | 43800771 | BW             |
| Marienstraße 11 52° 16′ 35″ N, 8° 2′ 24″ O        | Wohnhaus                            | | 43800792 | BW             |
| Marienstraße 12 52° 16′ 35″ N, 8° 2′ 25″ O        | Stall                               | | 43800816 | BW             |
| Marienstraße 13 / 14 52° 16′ 35″ N, 8° 2′ 26″ O   | Superintendentur St. Marien         | | 43800837 | BW             |
| Marienstraße 15 / 16 52° 16′ 35″ N, 8° 2′ 26″ O   | Wohnhaus                            | | 43800863 | BW             |
| Marienstraße 15 / 16 52° 16′ 35″ N, 8° 2′ 26″ O   | Steinwerk                           | | 44120812 |                |
| Marienstraße 17 52° 16′ 36″ N, 8° 2′ 27″ O        | Wohnhaus                            | Giebelständiges, zweigeschossiges Fachwerkgebäude, z.T. verputzt, mit verputzten Gefachen, Zierelementen, Dielentor, auskragendes OG und Giebel, Satteldach, im Kern 1586/87; 1616 durch einen traufständigen Anbau südwestlich erweitert. Rückwärtig ein Steinwerk direkt anschließend. Im Inneren die Diele trotz Umbauten im 18. und 19. Jh. erhalten. | 43800889 | Weitere Bilder |
| Marienstraße 18 52° 16′ 36″ N, 8° 2′ 28″ O        | Haus Bramsche                       | | 43800915 | Weitere Bilder |
| Marienstraße 19a 52° 16′ 36″ N, 8° 2′ 28″ O       | Wohnhaus                            | | 43800940 | BW             |
| Marienstraße 19b 52° 16′ 36″ N, 8° 2′ 28″ O       | Wohnhaus                            | | 43800962 | BW             |
| Markt 52° 16′ 39″ N, 8° 2′ 31″ O                  | Marktplatz                          | | 43800984 | Weitere Bilder |
| Markt 1–5 52° 16′ 37″ N, 8° 2′ 30″ O              | Stadtbibliothek / Stadtkasse        | | 43809966 |                |
| Markt 6 52° 16′ 39″ N, 8° 2′ 31″ O                | Stadtbibliothek (Löwen-Apotheke)    | | 43801009 | Weitere Bilder |
| Markt 7 52° 16′ 39″ N, 8° 2′ 32″ O                | Wohnhaus                            | | 43801036 |                |
| Markt 8 52° 16′ 39″ N, 8° 2′ 32″ O                | Wohnhaus                            | | 43801061 |                |
| Markt 9 52° 16′ 39″ N, 8° 2′ 32″ O                | Wohnhaus                            | | 43801084 |                |
| Markt 9a 52° 16′ 39″ N, 8° 2′ 33″ O               | Wohnhaus                            | | 43801107 |                |
| Markt 10 52° 16′ 39″ N, 8° 2′ 33″ O               | Wohnhaus                            | | 43801130 |                |
| Markt 11 52° 16′ 39″ N, 8° 2′ 33″ O               | Wohn-/ Geschäftshaus                | | 43801153 |                |
| Markt 12 52° 16′ 40″ N, 8° 2′ 34″ O               | Wohn-/ Geschäftshaus                | | 43801177 |                |
| Markt 13 52° 16′ 40″ N, 8° 2′ 34″ O               | Geschäftshaus Fa. Kötter u. Siefker | | 43801200 |                |
| Markt 14 52° 16′ 40″ N, 8° 2′ 35″ O               | Wohn-/ Geschäftshaus                | | 43801227 |                |
| Markt 15 52° 16′ 40″ N, 8° 2′ 35″ O               | Wohn-/ Geschäftshaus                | | 43801251 |                |
| Markt 25 52° 16′ 40″ N, 8° 2′ 33″ O               | Wohn-/ Geschäftshaus                | | 43801275 |                |
| Markt 26 / 27 52° 16′ 41″ N, 8° 2′ 33″ O          | Wohnhaus                            | | 43801301 |                |
| Markt 28 52° 16′ 40″ N, 8° 2′ 29″ O               | Stadtwaage                          | | 43801325 | Weitere Bilder |
| Markt 30 52° 16′ 39″ N, 8° 2′ 28″ O               | Rathaus                             | | 43801351 | Weitere Bilder |
| Martinistraße 4 / 6 52° 16′ 20″ N, 8° 2′ 21″ O    | Mädchen-Mittelschule                | | 43808061 | BW             |
| Martinistraße 16 52° 16′ 19″ N, 8° 2′ 13″ O       | Wohnhaus                            | | 43801378 | BW             |
| Martinistraße 17a / 19 52° 16′ 18″ N, 8° 2′ 18″ O | Wohn-/Geschäftshaus                 | | 43808110 | BW             |
| Martinistraße 18 52° 16′ 19″ N, 8° 2′ 13″ O       | Wohnhaus                            | | 43801400 | BW             |
| Martinistraße 20 52° 16′ 19″ N, 8° 2′ 12″ O       | Wohnhaus                            | | 43801422 | BW             |
| Martinistraße 22 52° 16′ 19″ N, 8° 2′ 11″ O       | Wohnhaus                            | | 43801444 | BW             |
| Martinistraße 24 52° 16′ 18″ N, 8° 2′ 11″ O       | Wohnhaus                            | | 43801466 | BW             |
| Martinistraße 26 52° 16′ 18″ N, 8° 2′ 10″ O       | Wohnhaus                            | | 43801488 | BW             |
| Martinistraße 28 52° 16′ 18″ N, 8° 2′ 9″ O        | Wohnhaus                            | | 43801511 | BW             |
| Martinistraße 30 52° 16′ 18″ N, 8° 2′ 8″ O        | Wohnhaus                            | | 43801533 | BW             |
| Martinistraße 32 52° 16′ 18″ N, 8° 2′ 8″ O        | Wohnhaus                            | | 43801556 | BW             |
| Martinistraße 50 52° 16′ 17″ N, 8° 2′ 0″ O        | Wohn-/ Geschäftshaus                | | 43801578 |                |
| Martinistraße 52 52° 16′ 17″ N, 8° 1′ 59″ O       | Wohnhaus                            | | 43801600 | BW             |
| Möserstraße 31 52° 16′ 26″ N, 8° 3′ 11″ O         | Wohn-/ Geschäftshaus                | | 43808179 | BW             |
| Möserstraße 56 52° 16′ 22″ N, 8° 3′ 26″ O         | Hotel Reichshof                     | | 43808199 | Weitere Bilder |
| Mühlenstraße 6 52° 16′ 49″ N, 8° 2′ 43″ O         | Pernickelmühle (ehem. Ölmühle)      | | 43801718 | Weitere Bilder |
| Mühlenstraße 6 52° 16′ 49″ N, 8° 2′ 44″ O         | Mühlenwehr                          | | 44121544 | Weitere Bilder |
| Mühlenstraße 6a 52° 16′ 50″ N, 8° 2′ 45″ O        | Pernickelturm; (Wehrturm)           | | 43801770 | Weitere Bilder |
| Mühlenstraße 6b 52° 16′ 50″ N, 8° 2′ 42″ O        | Müllerhaus                          | | 43801745 | Weitere Bilder |
| Mühlenstraße 7 / 8 52° 16′ 50″ N, 8° 2′ 41″ O     | Wohnhaus                            | | 43808221 | Weitere Bilder |

## N
| Lage                                               | Bezeichnung                         | Beschreibung | ID       | Bild           |
| -------------------------------------------------- | ----------------------------------- | --- | -------- | -------------- |
| Natruper Straße 6 52° 16′ 47″ N, 8° 2′ 17″ O       | Wohnhaus                            | | 43808246 | BW             |
| Natruper Straße 8 52° 16′ 47″ N, 8° 2′ 16″ O       | Wohnhaus                            | | 43808268 | BW             |
| Natruper Straße 11 52° 16′ 48″ N, 8° 2′ 14″ O      | Wohnhaus                            | | 43801823 | BW             |
| Natruper Straße 13 / 15 52° 16′ 48″ N, 8° 2′ 12″ O | Wohn-/ Geschäftshaus                | | 43808311 | BW             |
| Natruper Straße 14 52° 16′ 49″ N, 8° 2′ 14″ O      | Wohnhaus                            | | 43808333 | BW             |
| Natruper-Tor-Wall 52° 16′ 46″ N, 8° 2′ 12″ O       | Hohe Mauer (Stadtmauer)             | | 43801798 | BW             |
| Natruper-Tor-Wall 52° 16′ 35″ N, 8° 2′ 13″ O       | Hohe Mauer (Stadtmauer)             | | 43792289 | BW             |
| Natruper-Tor-Wall 52° 16′ 39″ N, 8° 2′ 19″ O       | Bucksturm                           | | 43805772 | Weitere Bilder |
| Natruper-Tor-Wall 52° 16′ 38″ N, 8° 2′ 14″ O       | Städtisches Krankenhaus (Apotheke)  | | 43808355 | Weitere Bilder |
| Natruper-Tor-Wall 52° 16′ 37″ N, 8° 2′ 14″ O       | Städtisches Krankenhaus (Wäscherei) | | 43794276 | BW             |
| Natruper-Tor-Wall 2 52° 16′ 41″ N, 8° 2′ 13″ O     | Städtisches Krankenhaus (Hochhaus)  | | 43808465 | Weitere Bilder |
| Natruper-Tor-Wall 7a 52° 16′ 45″ N, 8° 2′ 12″ O    | Gartenhaus Homann                   | | 43811275 |                |
| Neuer Graben 29 52° 16′ 18″ N, 8° 2′ 39″ O         | Schloss Osnabrück                   | Barockschloss, erbaut von 1667 bis 1675 durch Fürstbischof Ernst August I. von Braunschweig-Lüneburg und seiner Frau Sophie von der Pfalz. Zweigeschossige regelmäßige Vierflügelanlage mit Torhaus sowie im Wechsel zwischen zwei Voll- und zwei Mezzaningeschossen errichteter 17-achsiger Haupttrakt, sogenannter Corps de Logis, als Abgrenzung zu dem angrenzenden langrechteckigen Barockgarten in südlicher Flucht, umrahmt einen vorgelagerten Ehrenhof. Alle Gebäudeteile sind mit Balusterbrüstung und seit dem 18. Jh. mit steilen Walmdächern ausgestattet, mit vereinzelt erhaltenen kleinen Gauben. Regelmäßig feingliedrig mit Rechteckfenstern gegliederte Fassade der Haupt- und Nebenflügel, dadurch streng symmetrische Gestaltung der Gesamtanlage. Ehrenhof mit durch seitliche Lisenen vertikal betontem Torhaus, mit zwei eingeschossigen und einem zweigeschossigen rundbogigen Sandsteintor. Platzierung des Torhauses in gerader Flucht zu dem von Säulen gerahmten zweigeschossigen Eingangsportal mit welfischen Wappen am Corps de Logis. Seit Mitte der 1970er Jahre Hauptsitz der Verwaltung der Universität Osnabrück, weiterhin als Veranstaltungsort im Innen- und Außenbereich genutzt. Gestapokeller der Nationalsozialisten im UG des Westflügels gelegen, der Zugang erfolgt über den Innenhof. Fünf Haftzellen der Geheimen Staatspolizei (Gestapo) für ausländische Zwangarbeitende im Zweiten Weltkrieg. Heute Gedenkstätte mit Ausstellung. | 43801979 | Weitere Bilder |
| Neuer Graben 29 / 30 52° 16′ 13″ N, 8° 2′ 38″ O    | Schlossgarten                       | Südlicher, an das Schloss anschließender Schlossgarten, Ende des 18. Jh. als Landschaftspark gestaltet. Im nördlichen Teil zwölf regelmäßig angeordnete quadratische Flächen, davon je im Osten und Westen drei als Springbrunnen ausgebildet, die übrigen als Blumenrabatten angelegt. Die weite Rasenfläche umrahmt von Linden- und Kastanienalleen, bis zu 200-jähriger Baumbestand. Vor der Südfassade des Schlosses vier Figuren mit Darstellung der Erdteile, am westlichen Seiteneingang des Gartens zwei Atlanten aus Sandstein sowie Vasen. | 44122102 | Weitere Bilder |
| Neuer Graben 29 / 31 52° 16′ 10″ N, 8° 2′ 40″ O    | Lyra-Denkmal                        | Denkmal für den Komponisten Justus Wilhelm Lyra. Vom ursprünglichen Standort an der Vitischanze erst zum Herrenteichswall und dann in den Schlossgarten transloziert. Findlingsblock mit seitlichem Porträt als Bronzerelief, von Heinrich oder seinem Sohn Rudolf Wulfertange, 1905 errichtet. Inschrift „Justus W. Lyra“. | 43797551 |                |
| Neuer Graben 38 52° 16′ 20″ N, 8° 2′ 35″ O         | Industrie- und Handelskammer        | | 43810019 | Weitere Bilder |
| Neuer Graben 40 52° 16′ 20″ N, 8° 2′ 31″ O         | ehem. Kreisverwaltung               | | 43810045 | Weitere Bilder |
| Neumarkt 2 52° 16′ 21″ N, 8° 2′ 59″ O              | Landgericht                         | | 43790168 | Weitere Bilder |
| Neumarkt 11 52° 16′ 22″ N, 8° 2′ 49″ O             | Wohn-/ Geschäftshaus                | | 43795164 | BW             |

## R
| Lage                                        | Bezeichnung                    | Beschreibung | ID       | Bild           |
| ------------------------------------------- | ------------------------------ | ------------ | -------- | -------------- |
| Rolandsmauer 9 52° 16′ 28″ N, 8° 2′ 26″ O   | Villa                          |              | 43808667 |                |
| Rolandsmauer 21a 52° 16′ 32″ N, 8° 2′ 22″ O | Wohnhaus                       |              | 43802501 |                |
| Rolandsmauer 22 52° 16′ 32″ N, 8° 2′ 22″ O  | Wohnhaus                       |              | 43802524 |                |
| Rolandsmauer 23 52° 16′ 33″ N, 8° 2′ 22″ O  | Gasthaus „Remise“              |              | 43802548 |                |
| Rolandsmauer 24 52° 16′ 33″ N, 8° 2′ 22″ O  | Wohnhaus                       |              | 43816838 | BW             |
| Rolandsmauer 24 52° 16′ 33″ N, 8° 2′ 22″ O  | Toreinfahrt                    |              | 44153337 | BW             |
| Rolandsmauer 25 52° 16′ 33″ N, 8° 2′ 22″ O  | Wohn-/ Geschäftshaus           |              | 43802575 |                |
| Rolandsmauer 26 52° 16′ 34″ N, 8° 2′ 22″ O  | Kommunikationszentrum Altstadt |              | 43802597 | Weitere Bilder |
| Rolandsmauer 26 52° 16′ 34″ N, 8° 2′ 23″ O  | Hofflügel                      |              | 44125575 | BW             |
| Rolandstraße 9 52° 16′ 25″ N, 8° 2′ 12″ O   | Villa                          |              | 43808688 | BW             |
| Rolandstraße 9 52° 16′ 26″ N, 8° 2′ 12″ O   | Vorgarten                      |              | 44127061 | BW             |
| Rolandstraße 10 52° 16′ 27″ N, 8° 2′ 12″ O  | Wohnhaus                       |              | 43808711 | BW             |
| Rolandstraße 10 52° 16′ 26″ N, 8° 2′ 12″ O  | Einfriedung                    |              | 44126942 | BW             |
| Roonstraße 11 52° 16′ 31″ N, 8° 1′ 47″ O    | Wohnhaus                       |              | 43808733 | BW             |
| Roonstraße 17 52° 16′ 32″ N, 8° 1′ 49″ O    | Wohnhaus                       |              | 43802625 |                |
| Roonstraße 18 52° 16′ 31″ N, 8° 1′ 50″ O    | Wohnhaus                       |              | 43802648 | BW             |
| Roonstraße 19 52° 16′ 34″ N, 8° 1′ 54″ O    | Wohnhaus                       |              | 43802670 | BW             |
| Roonstraße 20 52° 16′ 34″ N, 8° 1′ 55″ O    | Wohnhaus                       |              | 43802713 | BW             |
| Roonstraße 21 52° 16′ 35″ N, 8° 1′ 54″ O    | Wohnhaus                       |              | 43802735 | BW             |
| Roonstraße 22 52° 16′ 34″ N, 8° 1′ 55″ O    | Wohnhaus                       |              | 43802757 | BW             |
| Roonstraße 23 52° 16′ 35″ N, 8° 1′ 55″ O    | Wohnhaus                       |              | 43802780 | BW             |
| Roonstraße 23a 52° 16′ 35″ N, 8° 1′ 56″ O   | Wohnhaus                       |              | 43802802 | BW             |
| Roonstraße 25 52° 16′ 36″ N, 8° 1′ 56″ O    | Wohnhaus                       |              | 43812529 |                |
| Roonstraße 25 52° 16′ 36″ N, 8° 1′ 56″ O    | Garten                         |              | 44151917 |                |
| Roonstraße 25 52° 16′ 36″ N, 8° 1′ 56″ O    | Einfriedung                    |              | 44151938 |                |

## S
| Lage                                             | Bezeichnung                           | Beschreibung | ID       | Bild           |
| ------------------------------------------------ | ------------------------------------- | ------------ | -------- | -------------- |
| Schepeler Straße 19 52° 16′ 2″ N, 8° 3′ 24″ O    | Wohnhaus                              |              | 43802824 | BW             |
| Schepeler Straße 19a 52° 16′ 2″ N, 8° 3′ 24″ O   | Wohnhaus                              |              | 43802848 | BW             |
| Schepeler Straße 21 52° 16′ 3″ N, 8° 3′ 24″ O    | Wohnhaus                              |              | 43802871 | BW             |
| Schepeler Straße 22 52° 16′ 3″ N, 8° 3′ 24″ O    | Wohnhaus                              |              | 43802894 | BW             |
| Schillerstraße 52° 16′ 35″ N, 8° 2′ 56″ O        | Herz-Jesu-Kirche                      |              | 43809920 | Weitere Bilder |
| Schlagvorderstraße 52° 16′ 23″ N, 8° 3′ 14″ O    | Hasebrücke                            |              | 43808775 | BW             |
| Schlagvorderstraße 20 52° 16′ 26″ N, 8° 3′ 15″ O | Wohnhaus                              |              | 43808795 | BW             |
| Schloßstraße 11 52° 16′ 11″ N, 8° 2′ 50″ O       | Nußbaum-Villa                         |              | 43790567 |                |
| Schloßstraße 21 52° 16′ 10″ N, 8° 2′ 46″ O       | Villa Schärf                          |              | 43808865 | BW             |
| Schloßstraße 21 52° 16′ 8″ N, 8° 2′ 47″ O        | Villa Schärf (Pavillon)               |              | 44755425 | BW             |
| Schloßstraße 21 52° 16′ 9″ N, 8° 2′ 47″ O        | Villa Schärf (Garten)                 |              | 44755480 | BW             |
| Schloßstraße 21 52° 16′ 10″ N, 8° 2′ 46″ O       | Villa Schärf (Einfriedung)            |              | 44755319 | BW             |
| Schloßstraße 21 52° 16′ 10″ N, 8° 2′ 47″ O       | Villa Schärf (Vorgarten)              |              | 44755349 | BW             |
| Schloßstraße 23 52° 16′ 9″ N, 8° 2′ 45″ O        | Hauptzollamt                          |              | 43808885 | BW             |
| Schloßstraße 23 52° 16′ 9″ N, 8° 2′ 45″ O        | Hauptzollamt (Einfriedung)            |              | 44126833 | BW             |
| Schloßstraße 23 52° 16′ 9″ N, 8° 2′ 46″ O        | Hauptzollamt (Vorgarten)              |              | 44126859 | BW             |
| Schloßstraße 29 52° 16′ 7″ N, 8° 2′ 42″ O        | Verwaltungsgebäude                    |              | 44133519 |                |
| Schloßstraße 29 52° 16′ 7″ N, 8° 2′ 43″ O        | Magazin                               |              | 43810600 | BW             |
| Schloßwall 52° 16′ 12″ N, 8° 2′ 32″ O            | Plümersturm / Gotenturm               |              | 43808909 |                |
| Straßburger Platz 2 52° 16′ 33″ N, 8° 1′ 54″ O   | Wohnhaus                              |              | 43803013 |                |
| Straßburger Platz 3 52° 16′ 34″ N, 8° 1′ 53″ O   | Wohnhaus                              |              | 43803035 |                |
| Straßburger Platz 7 52° 16′ 32″ N, 8° 1′ 51″ O   | Wohnhaus                              |              | 43803057 |                |
| Sutthauser Straße 52° 15′ 48″ N, 8° 2′ 58″ O     | Eisenbahnbrücke                       |              | 44213105 | BW             |
| Süsterstraße 3 52° 16′ 12″ N, 8° 3′ 4″ O         | Wohn-/ Geschäftshaus                  |              | 43798155 | BW             |
| Süsterstraße 46 / 48 52° 16′ 8″ N, 8° 2′ 49″ O   | Finanzamt (ehem. Reichsdienstgebäude) |              | 43809105 | Weitere Bilder |
| Süsterstraße 46 / 48 52° 16′ 9″ N, 8° 2′ 52″ O   | Finanzamt (Einfriedung)               |              | 44130048 | BW             |

## T
| Lage                                                 | Bezeichnung                      | Beschreibung | ID       | Bild           |
| ---------------------------------------------------- | -------------------------------- | ------------ | -------- | -------------- |
| Theodor-Heuss-Platz 2 52° 16′ 22″ N, 8° 3′ 39″ O     | Hauptbahnhof (Empfangsgebäude)   |              | 43809178 | Weitere Bilder |
| Theodor-Heuss-Platz 3 / 4 52° 16′ 23″ N, 8° 3′ 35″ O | Hauptbahnhof (Eilgutabfertigung) |              | 43810649 | Weitere Bilder |
| Theodor-Heuss-Platz 2 52° 16′ 24″ N, 8° 3′ 38″ O     | Hauptbahnhof (Bahnsteigdach)     |              | 44665495 |                |

## U
| Lage                                             | Bezeichnung | Beschreibung | ID       | Bild |
| ------------------------------------------------ | ----------- | ------------ | -------- | ---- |
| Uhlandstraße 2 / 4 52° 16′ 28″ N, 8° 1′ 58″ O    | Doppelhaus  |              | 43803178 | BW   |
| Uhlandstraße 6 / 8 52° 16′ 27″ N, 8° 1′ 58″ O    | Doppelhaus  |              | 43803228 | BW   |
| Uhlandstraße 9 52° 16′ 26″ N, 8° 1′ 59″ O        | Wohnhaus    |              | 43803464 | BW   |
| Uhlandstraße 9a 52° 16′ 26″ N, 8° 2′ 0″ O        | Wohnhaus    |              | 43803488 | BW   |
| Uhlandstraße 9b 52° 16′ 25″ N, 8° 2′ 0″ O        | Wohnhaus    |              | 43803513 | BW   |
| Uhlandstraße 9c 52° 16′ 25″ N, 8° 2′ 0″ O        | Wohnhaus    |              | 43803538 | BW   |
| Uhlandstraße 9d 52° 16′ 25″ N, 8° 2′ 0″ O        | Wohnhaus    |              | 43803563 | BW   |
| Uhlandstraße 10 / 10a 52° 16′ 26″ N, 8° 1′ 58″ O | Doppelhaus  |              | 43803278 | BW   |
| Uhlandstraße 11 52° 16′ 25″ N, 8° 2′ 0″ O        | Wohnhaus    |              | 43803588 | BW   |
| Uhlandstraße 12 52° 16′ 25″ N, 8° 1′ 58″ O       | Wohnhaus    |              | 43803326 | BW   |
| Uhlandstraße 13 52° 16′ 24″ N, 8° 2′ 0″ O        | Wohnhaus    |              | 43803611 | BW   |
| Uhlandstraße 14 52° 16′ 25″ N, 8° 1′ 58″ O       | Wohnhaus    |              | 43803349 | BW   |
| Uhlandstraße 15 52° 16′ 24″ N, 8° 1′ 59″ O       | Wohnhaus    |              | 43803635 | BW   |
| Uhlandstraße 16 52° 16′ 25″ N, 8° 1′ 58″ O       | Wohnhaus    |              | 43803372 | BW   |
| Uhlandstraße 17 52° 16′ 23″ N, 8° 2′ 0″ O        | Wohnhaus    |              | 43803658 | BW   |
| Uhlandstraße 18 52° 16′ 24″ N, 8° 1′ 58″ O       | Wohnhaus    |              | 43803396 | BW   |
| Uhlandstraße 19 52° 16′ 23″ N, 8° 1′ 59″ O       | Wohnhaus    |              | 43803680 | BW   |
| Uhlandstraße 20 52° 16′ 24″ N, 8° 1′ 58″ O       | Wohnhaus    |              | 43803419 | BW   |

## V
| Lage                                              | Bezeichnung          | Beschreibung | ID       | Bild           |
| ------------------------------------------------- | -------------------- | ------------ | -------- | -------------- |
| Vitihof 52° 16′ 53″ N, 8° 2′ 36″ O                | Ufermauer            |              | 44133674 |                |
| Vitihof 52° 16′ 53″ N, 8° 2′ 33″ O                | Vitischanze          |              | 44118478 | Weitere Bilder |
| Vitihof 52° 16′ 53″ N, 8° 2′ 34″ O                | Barenturm (Wehrturm) |              | 43793970 | Weitere Bilder |
| Vitihof 52° 16′ 54″ N, 8° 2′ 34″ O                | Hohe Brücke          |              | 43817306 | Weitere Bilder |
| Vitihof 4 / 5 52° 16′ 52″ N, 8° 2′ 36″ O          | Wohnhaus             |              | 43803705 | BW             |
| Vitihof 6 / 7 52° 16′ 52″ N, 8° 2′ 36″ O          | Wohn-/ Geschäftshaus |              | 43803728 | BW             |
| Vitihof 6 / 7 52° 16′ 52″ N, 8° 2′ 36″ O          | Lageranbau           |              | 44126052 | BW             |
| Vitihof 8 52° 16′ 52″ N, 8° 2′ 35″ O              | Wohn-/ Geschäftshaus |              | 43804010 | BW             |
| Vitihof 9 52° 16′ 52″ N, 8° 2′ 35″ O              | Wohnhaus             |              | 43815442 |                |
| Vitihof 10 / 11 52° 16′ 52″ N, 8° 2′ 35″ O        | Wohn-/ Geschäftshaus |              | 43804077 | BW             |
| Vitihof 22 52° 16′ 51″ N, 8° 2′ 35″ O             | Wohnhaus             |              | 43804122 | BW             |
| Vitihof 23 52° 16′ 51″ N, 8° 2′ 36″ O             | Wohn-/ Geschäftshaus |              | 43804171 | BW             |
| Voigts-Rhetz-Straße 1a 52° 16′ 31″ N, 8° 1′ 52″ O | Wohnhaus             |              | 43803774 | BW             |
| Voigts-Rhetz-Straße 3 52° 16′ 32″ N, 8° 1′ 51″ O  | Wohnhaus             |              | 43803820 | BW             |

## W
| Lage                                             | Bezeichnung                          | Beschreibung | ID       | Bild           |
| ------------------------------------------------ | ------------------------------------ | ------------ | -------- | -------------- |
| Weißenburger Straße 5 52° 16′ 32″ N, 8° 2′ 0″ O  | Wohnhaus                             |              | 43815690 |                |
| Weißenburger Straße 7 52° 16′ 33″ N, 8° 1′ 59″ O | Wohnhaus                             |              | 43815713 |                |
| Weißenburger Straße 26 52° 16′ 36″ N, 8° 2′ 0″ O | Wohnhaus                             |              | 43809319 |                |
| Werderstraße 4 / 6 52° 16′ 33″ N, 8° 1′ 45″ O    | Doppelhaus                           |              | 43809365 | BW             |
| Werderstraße 4 / 6 52° 16′ 33″ N, 8° 1′ 44″ O    | Vorgarten                            |              | 44131537 | BW             |
| Werderstraße 7 52° 16′ 32″ N, 8° 1′ 45″ O        | Wohnhaus                             |              | 43815736 | BW             |
| Wielandstraße 5 52° 16′ 32″ N, 8° 2′ 5″ O        | Villa                                |              | 43809438 | BW             |
| Wielandstraße 15 52° 16′ 33″ N, 8° 2′ 6″ O       | Villa                                |              | 43809460 | BW             |
| Wiesenstraße 1 52° 16′ 6″ N, 8° 2′ 56″ O         | ehem. Komturei (St.-Georgs-Kommende) |              | 43809483 |                |
| Wittekindplatz 4 a/b 52° 16′ 37″ N, 8° 3′ 10″ O  | Hannoverscher Bahnhof                |              | 43809576 | Weitere Bilder |